# Half Light
Half Light – polska grupa muzyczna założona w maju 2009 r.

## Dyskografia
- Night In The Mirror (2010)
- Nowe orientacje (2011)
- Black Velvet Dress (2012)
- Black Velvet Dance. Remixes (2013)
- Półmrok (2014)
- Elektrowstrząsy (2016)